# Toni Blum
Toni Blum (né le 12 janvier 1918 et décédée en 1972 ou 1973) est une scénariste de comics de l'âge d'or.

## Biographie
Audrey Anthony Blum naît le 12 janvier 1918 dans l'état de Pennsylvanie. Elle est la fille du dessinateur Alex Blum et d'Helen Blum. Elle passe sa jeunesse dans le quartier germanique de Philadelphie mais lors de la crise de 1929, son père est obligé de déménager à New York pour trouver du travail. En 1938, elle est engagée par le studio de Will Eisner et Jerry Iger en tant que scénariste. Son père travaille aussi à ce moment pour ce studio. Elle multiplie les pseudonymes pour signer ses histoires (Tony Boone, Anthony Bloom, Toni Boon, Toni Adams, Anthony Lamb, Anthony Brooks, et probablement aussi Bob Anthony, Jack Anthony, A. L. Allen, Tom Alexander, Tom Russell et Bjorn Tagens) mais le principal est Toni Blum qui reste son nom le plus connu. Le studio compte alors deux scénaristes seulement : Will Eisner et elle. Comme elle change souvent de pseudonyme, il est difficile de savoir quelles histoires sont de sa plume, plusieurs titres datés des années 1930-1940 sont discutés et la première histoire dont on soit certain qu'elle a été écrite par elle date de la fin 1939 et s'intitule Vladim the Voodoo Master publiée dans le premier numéro de Blue Beetle par Fox Feature Syndicate.
Dans les années 1940 elle écrit beaucoup pour Quality Comics. Elle a une aventure avec Will Eisner mais c'est avec un dessinateur du studio Bill Bossert qu'elle se marie. Lorsque Will Eisner est appelé sous les drapeaux, Toni Blum devient son nègre littéraire sur les aventures du Spirit en 1942.
Au retour de l'armée de son mari, Toni Blum abandonne les comics pour élever ses trois enfants alors que Bill Bossert occupe un emploi de designer. Toni Blum meurt selon les sources en 1972 ou 1973 d'un cancer du sein.
En 2021, elle reçoit à titre posthume l'un des six prix Bill-Finger remis cette année-là, en hommage à l'ensemble de son œuvre scénaristique.